# Шах королеве бриллиантов
«Шах королеве бриллиантов» (латыш. Šahs briljantu karalienei), СССР, 1973 — художественный фильм, детектив. Снят по мотивам одноимённой повести Миермилиса Стейги и Лазаря Вольфа (в русском переводе она выходила под названием «Дело Зенты Саукум»).

## Сюжет
В одной из рижских квартир найден труп женщины, обезображенный до неузнаваемости серной кислотой. Улики и материалы следствия показывают, что преступник — бывшая квартирантка убитой — Зента Лазда… Однако прокурор не подписывает обвинительное заключение: в деле не всё доказано, и всё не так просто, как кажется на первый взгляд. Следователям приходится искать новые[какие?] пути в расследовании этого преступления. 

## В ролях
- Лидия Пупуре — следователь Долмане
- Гунар Цилинский — капитан Соколовский
- Лилита Озолиня — доктор Майга Страута
- Лидия Фреймане — Алида Грубе, валютная спекулянтка
- Улдис Думпис — адвокат Робежниек
- Паул Буткевич — Страут
- Майрита Круминя — Дзента Лазда
- Юрис Плявиньш — Арвид Петрович Балодис
- Ирина Томсоне — Ольга Балоде
- Лилита Берзиня — Краузе
- Интс Буранс — Альфред Инус
- Артур Калейс — Таубе
- Эгонс Бесерис — медэксперт
- Имантс Адерманис — прокурор
- Янис Мелдерис — Волдемар Лапиньш
- Айварс Силиньш — оперативник

## Съёмочная группа
- Авторы сценария: Миермилис Стейга, Владимир Кайякс
- Режиссёр-постановщик: Алоиз Бренч
- Оператор-постановщик: Генрих Пилипсон
- Художник-постановщик: Герберт Ликумс
- Композитор: Паул Дамбис
- Монтажёр: Эрика Мешковска

## Критика
Кинокритик Валентин Михалкович считал, что фильм характеризуется «полным забвением человеческого содержания представленной нам детективной суеты». Он отмечал искусственность, условность среды действия.
Кинокритик Всеволод Ревич также критиковал фильм. Он писал, что «множество персонажей проходит в фильме перед нашими глазами, но поскольку они лишены минимального психологического наполнения, то ничего не могут дать ни нашему уму, ни нашему сердцу».